# 交響曲

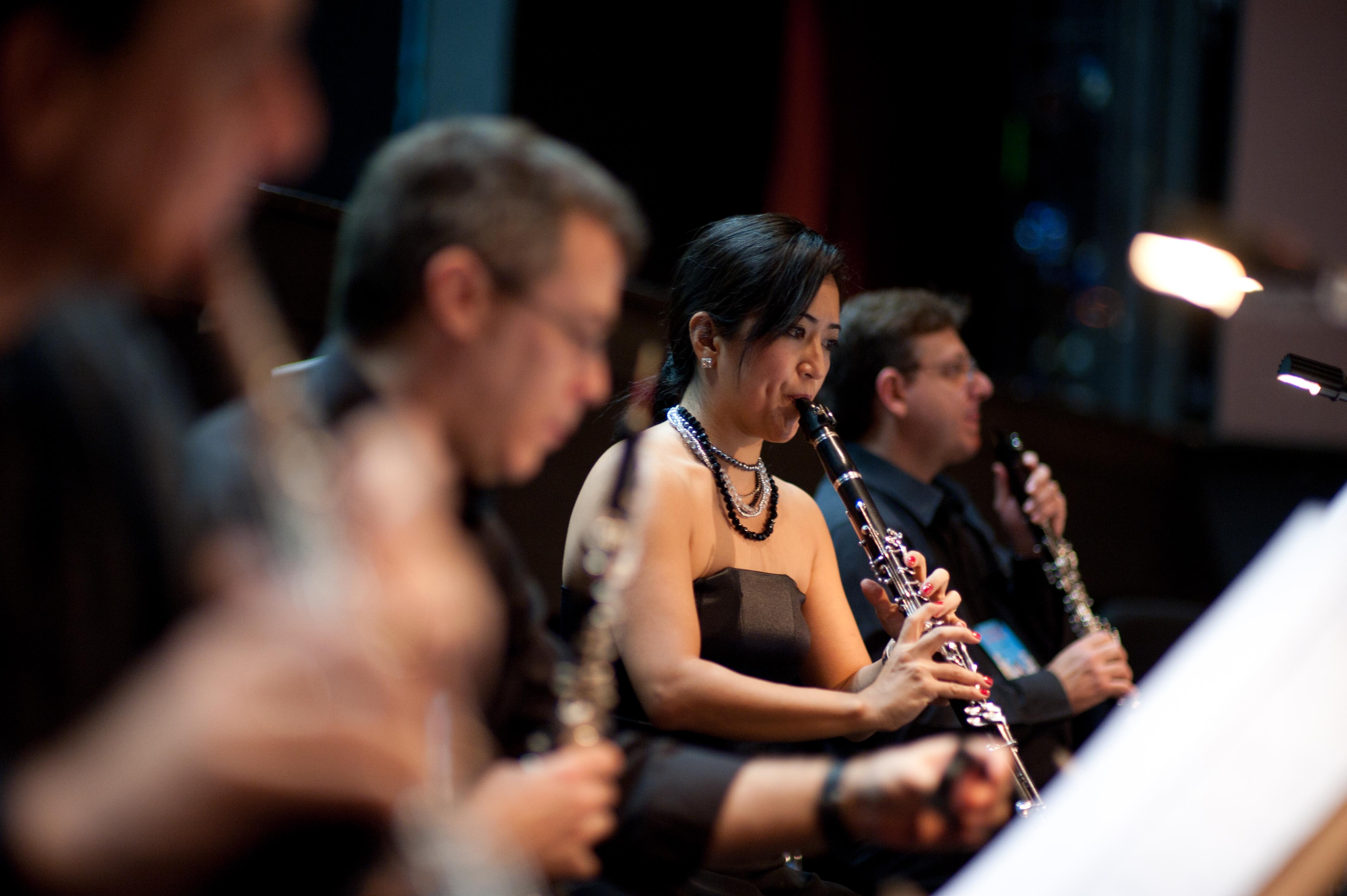
交響樂隊

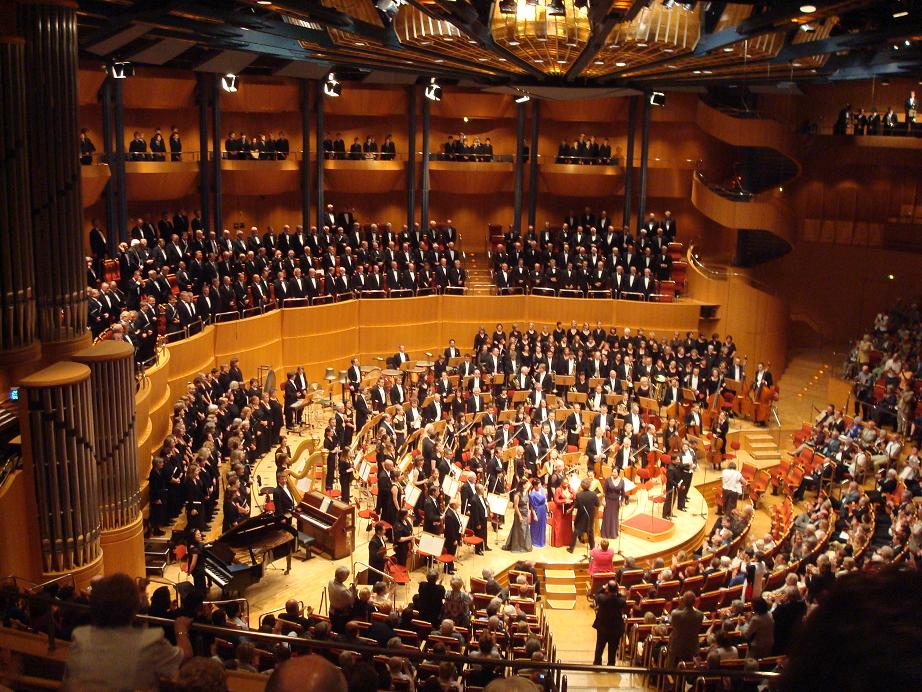
包含歌唱家的交響樂隊

交響曲（Symphony）是古典音樂的乐曲型式，是包含多個乐章的大型管弦乐曲，一般是為管弦樂團創作，樂團的演奏樂器有弦樂器（包括小提琴、中提琴、大提琴、低音提琴）、木管樂器、銅管樂器及打擊樂器，編制在30至100人之間。交響曲多半會有四個乐章，第一樂章通常是奏鸣曲式。交響曲會有包括所有樂器的大譜表。而各樂器演奏家會有只對應各自樂器的樂譜。有些交響曲會包括人聲（例如貝多芬的第9號交響曲）。

## 起源
交響曲的英文symphony是來自希腊语的（symphonia），意思是「和諧或一致的聲音」、「人聲或是聲樂的合奏」，此希腊语是源自 (symphōnos)，意思是「和諧」。這個詞一度用來指不同的概念，後來才變成特定音樂形態的現在用法。
在希臘後期及中古時期，這個詞是用在协和，和表示不協和的 (diaphōnia相反。在中世紀以後，拉丁文的symphonia用來指各種樂器，特別是可以同時發出多種聲音的樂器。圣依西多禄是第一個用symphonia作為二面鼓名稱的人，約在1155年至1377年時，法文的symphonie是指手搖琴。在中古時期末的英國，symphony可以用在這二種意思，而在16世紀時，這個詞等於appalachian dulcimer。在德語中，從16世紀末到18世紀之間，Symphonie是斯平納琴及维吉那琴的通用名稱。
若是以「一起發聲」的意思來看，這個詞在16世紀及17世紀時開始出現在一些樂曲的名稱中，包括乔万尼·加布里埃利的Sacrae symphoniae及Symphoniae sacrae, liber secundus，分別在1597年及1615年發行。班凱利的Eclesiastiche sinfonie, dette canzoni in aria francese, per sonare, et cantare, op. 16，在1607年發行，維當那的Sinfonie musicali, op. 18，在1610年發行，海因里希·许茨的Symphoniae sacrae I, op. 6及Symphoniarum sacrarum secunda pars, op. 10，分別在1629年及1647年發行。其中只有維當那的作品是純器樂的世俗音樂，其他的都是聖樂的聲樂作品，其中有些也有器樂伴奏。
16至17世纪，交響曲用来称呼歌剧和清唱剧中的序曲和间奏曲，这时声乐已经排除在了交響曲的概念以外，“交響曲”从此成为纯粹的器乐曲。

## 發展

### 18世紀
18世纪初，序曲和间奏曲开始脱离歌剧，並开始在音乐会上单独演奏。这对交響曲的发展起重要的作用，意大利那不勒斯的作曲家亞歷山大·史卡拉第在自己的作品中为序曲奠定“快板－慢板－快板”（舞曲风格）的三段体式，给后来的交響曲的乐章格式建立了最基本的格式。乔万尼·巴蒂斯塔·萨马丁尼將快板當中具對比性的兩個動機括寫，則是後來奏鳴曲式第一、第二主題的濫觴。
18世纪下半叶，德国的曼海姆乐派在序曲的创作中开创主音音乐的手法，提高乐器的表现能力和音乐的戏剧性，并在三段式序曲的基础上增加了快板的终曲，就形成了4乐章器乐套曲的雏形。另外，維也納方面的米歇尔·海顿等人對交響曲輕盈、典雅的風格也有所貢獻。
约瑟夫·海顿（米歇尔·海顿之兄）寫於1759年的第1號交響曲，被視為近代交響曲的開端。之後海顿、莫札特和贝多芬等人把维也纳古典乐派发展到了巅峰的状态，也使得交響曲进入黄金时期。

### 19世紀
贝多芬把交響曲的内涵和思想性发展到更高境界，现代意义上的交響曲概念從這个时期形成。
从贝多芬去世到1848年革命期间，4乐章的传统交响曲无论在形式还是内容方面都没有太大的革新。奥地利作曲家弗朗茨·舒伯特在他的第8和第9交响曲中展现了他的才能和对未来音乐的预示。如果不是因为作曲家的早逝，欧洲19世纪的音乐史很可能就此改写。
与贝多芬同时代的德国作曲家路易斯·施波爾一生创作9首交响曲。在第九交响曲中更是融合了传统交响曲和标题音乐的很多特征与因素，这一点可谓后来法国的埃克托·白遼士提出标题音乐的先声。
同时期却稍晚的德国作曲家费利克斯·门德尔松一生共创作5首交响曲，其中最为著名的第3号a小调（苏格兰）和第4号A大调（意大利）。然而对后代作曲家影响更大的却是第2和第5号。第2交响曲的副标题為「赞美诗」，在这里作曲家没有采用传统的4乐章曲式，而是以一种巴赫时期的清唱剧模式来构建整个作品，他自己称之为“为独唱，合唱与乐队而作的圣经经文交响康塔塔”。第5交响曲又称为「宗教改革交响曲」，作曲家虽然仍旧采用了传统的4乐章曲式，可许多重要主题确是直接引用马丁·路德的众赞歌“上帝是我们坚强的堡垒”以及“德累斯顿阿门”。
在门德尔松去世的时候，德奥音乐已经严重分裂为两大阵营，以李斯特·费伦茨、理察·華格納、安東·布魯克納为首的「新德意志乐派」，和以约翰内斯·勃拉姆斯、音乐理论家爱德华·汉斯力克为首的「保守派」。两者之间的争论和分歧主要是如何界定音乐的性质和内容。在新德意志乐派看来，音乐不仅仅是作为纯粹和抽象的声音艺术和音乐的绝对美，而更应该与文学、诗、哲学及各种意识形态联系。对他们来说，音乐不再是呈现客观美的过程，而是主观意志的直接表现，音乐则是这种表现的方式。而保守派则坚信音乐是一种纯粹的结构与形式之美，在交响曲这个体裁里滥用文字暗示和诗歌隐喻会导致这种已经趋于完美的经典形式走向崩溃。
约翰内斯·勃拉姆斯跟提携他的羅伯特·舒曼一生共完成创作四首完整的交响曲(舒曼的"茨維考"尚未完成），前者全按照经典的四乐章构架、奏鸣曲式、回旋曲式等传统体裁创作，在贝多芬等诸位古典大师的盛名之下仍具独创性，无论在和声还是曲式方面，布拉姆斯都大大地扩展了这一体裁。第4號交響曲作于1885年，在末乐章里，他更是将已经被大多数作曲家抛弃的古老变奏曲式帕萨卡利亚舞曲（passacaglia）运用得炉火纯青，整个乐章在33段变奏之后结束于一片彻底的悲剧与毁灭中。作为一个内心相当感性与伤感的布拉姆斯，却一生效忠于古典大师的音乐与精神，在这里，他情感与理智的冲突终于在这样一个完美的形式中得到最好呈现，而伴随着它的结束，整个古典交响曲的大厦也随之轰然倒塌了。

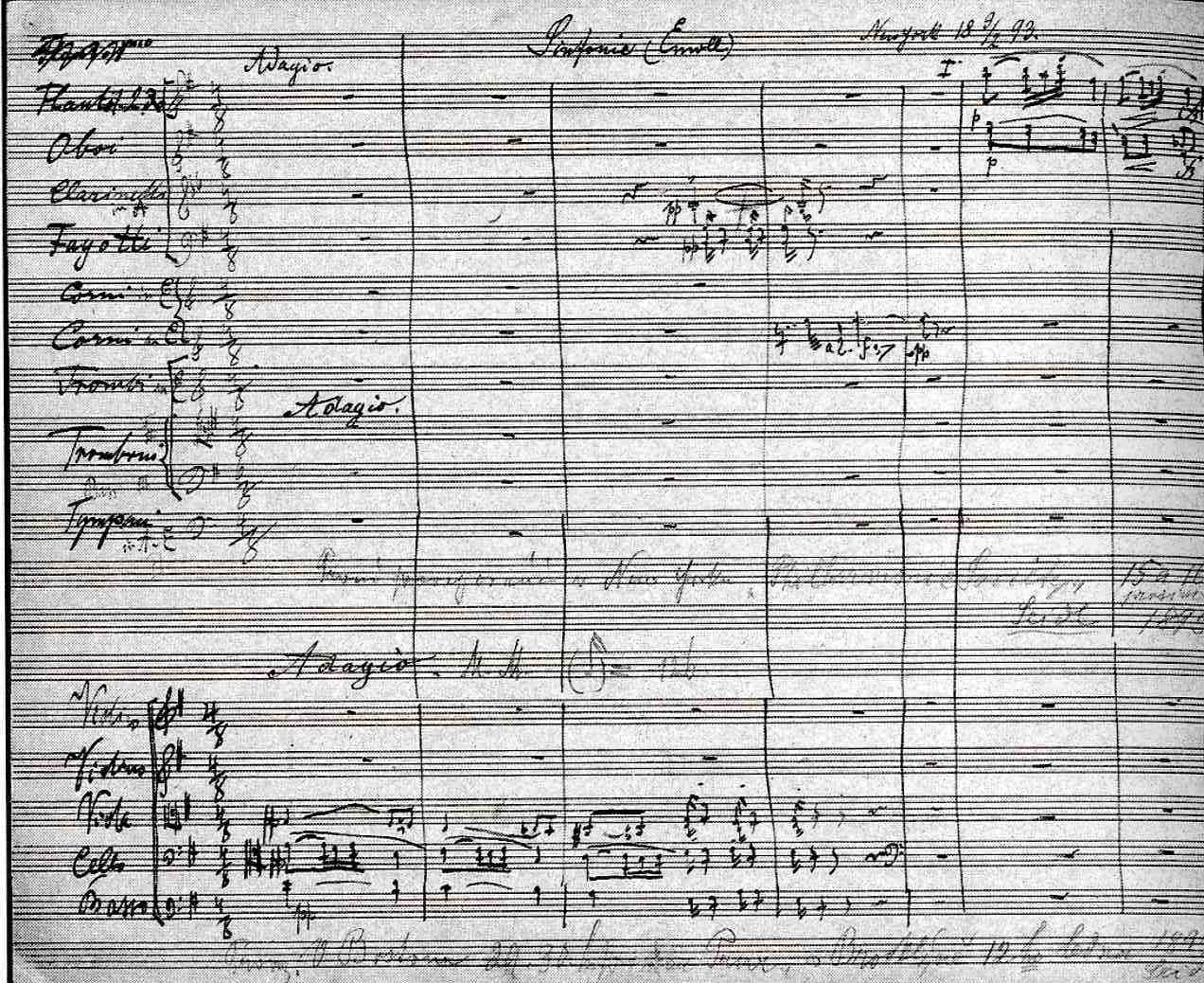
安東寧·德弗札克的第九交響曲第一頁

同时期的布鲁克纳虽然一生倾心于瓦格纳的艺术，而且也一直被保守派攻击，但他却留下了11首在形式上非常古典的交响曲（包括兩首沒有編号的交响曲），而所有交响曲的首乐章又都按照大型奏鸣曲式来写作。布鲁克纳一生任职于教堂，且為有声誉的管风琴家，他当时的同行却常常讥讽其交響曲过于庞大笨拙，并且在配器上过于单一，往往把乐队当作管风琴的另一种表现载体。确实，在他早中期的一些作品中，这样的缺点的确存在，但他晚年的最后3部交响曲却完全摆脱了这些毛病。在最后一首交响曲里，和声的运用已经非常大胆，调性的功能在某些段落已经相当模糊，这一点由他的学生古斯塔夫·马勒发展到了极限，到最后才由勋伯格终结了调性写作的时代。

### 20世紀及21世紀
古斯塔夫·馬勒在20世紀初寫了長篇幅，大規模的交響曲。他的第8號交響曲因為需要許多樂師及二個合唱曲參與表演，稱為「千人交響曲」。他的第3號交響曲多半的演奏時間約100分鐘，是固定演出的交響曲中時間最長的幾首樂曲之一。20世紀中也有許多作曲家的樂曲稱為「交響曲」，但其形式及內容有進一步的變化。像是德米特里·德米特里耶维奇·肖斯塔科维奇、谢尔盖·瓦西里耶维奇·拉赫玛尼诺夫及卡尔·尼尔森繼續創作傳統的四樂章交響曲。也有其他作曲家有不同的作品，像是让·西贝柳斯的第7號交響曲也是他最後一部交響曲，只有一個樂章，而阿兰·霍夫哈奈斯在1949年至1950年所寫的第9號交響曲，則有24個樂章。而哈維格·布萊恩的歌德交響曲於1974年曾被健力士世界紀錄大全列為演奏時間最長和所需人數最多的交響曲。縱使現時已有其他作曲家所寫的交響曲，長度和演奏時間都比本曲為長，不過若只論曾作公開演奏及被灌錄成唱片的話，仍以本曲為紀錄保持者。
在19世紀末，開始出現將傳統四樂章的交響曲整合到較具包含性單一形式的構想，曾被稱為"two-dimensional symphonic form" ，在阿诺德·勋伯格的第1號交響曲（1909年）是關鍵的轉捩點，之後在1920年代有他的單一樂章德國交響曲，包括寇特·威爾的第1號交響曲（1921年）、馬克斯·邦廷的Chamber Symphony（1923年)，及, Op. 25 (1923), and 保羅·德紹的1926交響曲。
不過有些作曲家還是有一些命名上的傾向。將樂曲命名為交響曲表示某程度的複雜以及目地性。而小交響曲（sinfonietta）則用來表示一些相較於交響曲，較短，較現代，或是「較輕快」的樂曲，例如謝爾蓋·謝爾蓋耶維奇·普羅科菲耶夫為管弦樂團寫的普羅科菲耶夫小交響曲。

## 樂曲結構
歷來有所謂「交響曲就是管弦樂的奏鳴曲」之說，從18世紀交響曲蓬勃發展開始，基於奏鳴曲的架構而開展的交響曲寫作技巧，成為這個曲種的核心概念。一部经典交響曲的结构基本如下：
1. 第一乐章：奏鸣曲式，快板，有时有一个慢速度引子——通常是奏鸣曲式，并且是整部作品智慧的核心。
2. 第二乐章：又称慢乐章，复三部曲式或变奏曲，慢板
3. 第三乐章：又称小步舞曲乐章，一般是三段体，中、快板
4. 第四乐章：又称终乐章，奏鸣曲或回旋曲式，快板。在早期的交响曲作品中，第四乐章通常是短小而且分量轻的一个乐章，但是作曲家后来开始感到需要有某种能够与第一乐章取得平衡并为其补充实质内容的音乐。

## 樂隊
交響曲是由管弦樂團演奏，每个国家乃至每个城市都以拥有一支水準精湛的管弦樂團而感到自豪，如柏林愛樂樂團、阿姆斯特丹皇家音樂廳管弦樂團、維也納愛樂樂團、萊比錫布商大廈管弦樂團、芝加哥交響樂團、倫敦交響樂團、柏林國家歌劇院管弦樂團、德勒斯登國家管弦樂團等。

## 著名作曲家及作品
- 海頓/升f小調第四十五交響曲 (告别交響曲）
- 海頓/G大調第九十四號交響曲（驚愕交響曲）
- 海頓/D大調第一零一號交響曲（時鐘交響曲）
- 莫札特/g小調第二十五交響曲
- 莫札特/降E大調第三十九交響曲
- 莫札特/g小調第四十交響曲
- 莫札特/C大調第四十一交響曲（朱彼特交響曲）
- 貝多芬/降E大調第三號交響曲（英雄交響曲）
- 貝多芬/c小調第五號交響曲（命運交響曲）
- 貝多芬/F大調第六號交響曲（田園交響曲）
- 貝多芬/A大調第七號交響曲
- 貝多芬/d小調第九交響曲（合唱交響曲）
- 舒伯特/b小調第八號交響曲（未完成交響曲）
- 舒伯特/C大調第九號交響曲（偉大交響曲）
- 白遼士/幻想交響曲
- 布拉姆斯/c小調第一號交響曲
- 布拉姆斯/F大調第三號交響曲
- 布魯克納/降E大調第四號交響曲（浪漫交響曲）
- 布魯克納/E大調第七號交響曲
- 比才/C大调交响曲
- 德弗札克/e小調第九號交響曲（新世界交響曲）
- 柴可夫斯基/b小調第六號交響曲（悲愴交響曲）
- 馬勒/c小調第二號交響曲（復活交響曲）
- 馬勒/升c小調第五號交響曲
- 馬勒/降E大調第八號交響曲（千人交響曲）
- 西貝流士/D大調第二號交響曲
- 西貝流士/降E大調第五號交響曲
- 肖斯塔科维奇/d小調第五號交響曲（革命交響曲）
- 肖斯塔科维奇/C大調第七號交響曲（列寧格勒交響曲）
- 肖斯塔科维奇/e小調第十號交響曲
- 浦羅哥菲夫/降b大調第五號交響曲